# Puija
Die Puija (russisch Пу́я) ist ein linker Nebenfluss der Waga in der Oblast Archangelsk in Nordwestrussland.
Die Puija entspringt in den östlichen Ausläufern der Njandoma-Höhen.
Sie durchfließt die beiden Verwaltungsbezirke Wel und Schenkursk in östlicher Richtung.
Sie wendet sich später nach Norden. Die Fernstraße M8 verläuft nun entlang dem östlichen Flussufer.   
9 km oberhalb der Mündung trifft ihr wichtigster Nebenfluss, die Sulanda, von links auf die Puija.
Schließlich mündet die Puija bei Aksjonowskaja in das linke Flussufer der Waga.
Die Puija hat eine Länge von 172 km. Sie entwässert ein Areal von 2500 km².
Die Puija wird hauptsächlich von der Schneeschmelze gespeist.
Der mittlere Abfluss beträgt 25 m²/s.
Der Fluss ist zwischen November und der zweiten Aprilhälfte / Anfang Mai eisbedeckt.
Die Puija wurde zumindest früher zum Flößen genutzt.